# Andenhausen
Andenhausen este o comună din landul Turingia, Germania.